# 達海猛
達海 猛（たつみ たけし）はツジトモ、綱本将也の共作による漫画『GIANT KILLING』の主人公。元サッカー選手、サッカー指導者。架空チーム「イースト・トーキョー・ユナイテッド」の監督を務める。

## プロフィール
日本サッカーのトップリーグである「リーグジャパン」の1部に所属するクラブ「イースト・トーキョー・ユナイテッド（ETU）」 の監督であり、元選手。18歳でプロデビューを果たすと、ETUのスター選手として活躍。26歳でイングランド・プレミアリーグへ移籍したが、デビュー戦で怪我を負い、そのまま現役から退いた。その後は指導者へ転身。イングランド5部リーグのアマチュアクラブをFAカップのベスト32に導くなどの結果を残すと、35歳で日本に戻って古巣・ETUの監督に就任した。35歳時点で身長は175cm、体重は60kg。

## 来歴

### プロサッカー選手時代

#### ETU
達海はプロデビュー以前、決して将来を有望視される選手ではなかった。しかし当時ETUのゼネラルマネージャーを務めていた笠野によって見出されたことにより、リーグジャパン1部に所属するETUへ入団。当初の背番号は「24」だった。初シーズンでトップチームデビューを果たし、途中出場した初試合でアシストを記録している。この試合を観戦していた現・モンテビア山形監督の佐倉は達海のプレーを「相手をおちょくる子供のようでありながら状況判断に長けており、フィールドを俯瞰的に捉え予測を立てる選手だ」と分析し、選手として絶賛する一方で達海が指導者としても成功するだろうと予測していた。高卒ルーキーとしては規格外の実績を残す一方、デビュー当初はミスも目立ち、大失態を犯すこともあった。しかしキャリアを積むにつれてプレーは洗練され、攻撃的ミッドフィールダーのポジションで攻撃の柱となり、背番号も「7」となった。一方で本音を偽らない態度や器が大きいという人格の面からクラブの同僚、サポーターからの人気を集めた。
クラブでのキャリアを経て、ETU所属選手としては初めてサッカー日本代表トップチームへ招集された。日本代表は当時リーグジャパン1部の東京ヴィクトリーに所属する成田誠が攻撃陣の中心として君臨していたが、達海は彼に固執しがちな代表チームへ苦言を呈し、しばしば反感を買ったものの当時の監督から好評を得て、出場機会を得た。成田が不調の際には達海へボールが集まるようになった。日本代表の中心選手として活躍する中で達海の評価は海外へ渡り、フランス、イングランドのサッカークラブが興味を示していた。そんな中で開催された東京ヴィクトリーとETUの東京ダービーではフル出場、2ゴールの活躍を見せた。直後には再び代表招集を勝ち取り、記者会見に出た監督が直々に「これからのチームの主軸は達海である」と発言し、ライトユーザーの認知も受ける人気選手となった。しかし達海の体は当時、過労によって故障寸前で、東京ダービーでのオーバーワークが災いし右足首、左膝を負傷、代表招集は辞退となってしまった。この一方、あまりに巨大になりすぎた達海の存在によって、達海を過剰に売り出しにかかる会長の津川と、クラブの調和と成長を心がける笠野の確執、クラブ所属選手と達海との軋轢が生じる。これを憂慮した達海は、笠野と後に会長となる永田へだけ事情を打ち明け、当時オファーの来ていたイングランド・プレミアリーグ所属のクラブへと移籍、25歳でETUを去った。

#### イングランド挑戦・現役引退
イングランド・プレミアリーグへと移籍した達海だったが、すでに両足のダメージは治療不能なレベルにまで悪化しており、プレミアリーグのデビュー戦で負傷。これが現役最後の試合となった。

### 指導者として

#### FCイーストハム
負傷は手術によって日常生活を良好に送れるまでに治癒したものの、とてもサッカーができる状態ではなくなったと告白している。デビューの翌年にクラブと契約を解除。目標を見失い放浪するが、自身の代理人を務めていたリチャードに諭され、指導者へ転身する。30代序盤にイングランドサッカーリーグの5部に所属する「FCイーストハム」の監督に就任。チームはサッカー以外に本職を置くアマチュアプレーヤーが選手を占める弱小であったが、現役時代のプレースタイルを彷彿とさせる相手チームの弱点を徹底して突くチーム作りを確立し、3年間でチームをトップリーグチームも出場するFAカップベスト32へ押し上げる前代未聞の快挙を達成する。大会後は日本からやってきた元チームメイトで、現ETUのゼネラルマネージャーを務める後藤、ETUの広報職員である永田会長の娘の有里のオファーを受け、ETUの監督として契約を結ぶ。

#### ETU
達海は指導者として、10年ぶりにETUへ戻ってきた。メンバーにはイングランドへ移籍したシーズンに共にプレーしていた村越、当時のサッカー日本代表の守護神である緑川がいた。かつての移籍騒動の真相を知る人物はクラブ内外で限られており、当初はほとんどの人物から反感を買った。その中、達海はレギュラー選手を外し経験の浅い若手を起用するなどチーム内の競争を活性化させる。ジャパンリーグが開幕すると、ETUは開幕から連敗を喫したものの、名古屋グランパレス戦での勝利をきっかけに調子を上げた。チームは試合を追う毎に課題に直面、また別の試合でこれをクリアしと成長を遂げる。特にサテライト上がりで20歳の椿大介は、かつて達海がつけていた背番号7番を背負い、チームの攻守すべてに貢献する中心選手として急成長を遂げ、達海以来2人目となる日本代表トップチームへの招集を果たした。

## 社会の反応・評価
『GIANT KILLING』は、サッカー選手をフィーチャーした従来のサッカー漫画とは裏腹に指導者をフィーチャーしたことで注目を浴びた。特に、達海が掲げるチーム形成、相手を出し抜く戦術論はサッカーに留まらず現代社会を生きる成人へも当てはまるものとして評価され、作中の言葉を集めたムック本や、達海をフィーチャーしたサッカー戦術教本が複数発売された。